# Йосип I (папа Александрійський)
Йосип (Юсеф, Іосаб) I (копт. Ⲡⲁⲡⲁ Ⲁⲃⲃⲁ Ⲓⲱⲥⲏⲫ; 771 — 2 листопада 849) — 52-й папа (абба) Александрійський та патріарх усієї Африки при Святому Престолі Святого Марка у 831—849 роках.

## Життєпис
Походив зі знатної, заможної коптської родини. Народився 771 року в місті Мінуф. Після смерті батьків його виховували опікуни. У дорослому віці він віддав більшу частину своїх грошей на милостиню, а потім став ченцем в монастирі Макарія Великого. Коли Марк II став папою Александрійським, він викликав до себе Йосипа, висвятив його на священика і відправив знову до монастиря. Залишався тут до 30 листопада 831 року, коли після смерті папи Симеона II обирається новим очільником Коптської православної церкви.
В цей час Єгипет стикнувся з повстанням мусульман-єгиптян і коптів під пороводом Ібн Убайди проти надмірного податкового тиску, що влаштували митарі Абу Ісхака, брата халіфа Абдуллаха аль-Мамуна. Папа обрав обережну політику, сумніваючись в перемозі повсталих. Невдовзі халіфське військо під керівництвом Хайдара ібн Кавус аль-Афшина завдало поразки повсталим. Примирлива і дипломатична політика Йосипа I врятувала населення Александрії від пограбування його переможцями. Також вдалося папі отримати помилування для більшості коптів. Проте копти з Аль-Башмура відмовилися здаватися. Йосип I відправив їм листа, вважаючи спротив марним, але вони його знищили. У лютому 832 року з новим військом прибув халіф аль-Мамун, яки й наказав Діонісію Тельмахрському, патріарху Сирійської православної церкви, й Йосипу I вмовити здатися, обіцяючи повсталим життя, але при умові виселення усіх в інші регіони Єгипту. Ці перемовини також не мали успіху. Зрештою повстання коптів було жорстоко придушено.
Разом з тим поміркована і поступлива політика папи домогла нагагодити мирні відносини з халіфом, внаслідок чого сама Коптська православна церква не постраждала. Йосип I купував майно з власної кишені і дарував його церквам. Також піклувався про зміцнення церковної дисципліни. Налагодив відносини з Ефіопською православною церквою, що підвердила підпорядкування папі.
Близько 847 року арештований за наказом валі Хатами ібн аль-Насра, який вимагав від папи викуп. Можливо наслідком цього стала смерть Йосипа I 849 року. Його наступником став Михаїл II.